# Омозавр
Омозавр (лат. Omosaurus)  — сомнительный род вымерших круротарзов из позднего триаса (карний) Северной Каролины. Известен по фрагментарному неполному материалу, затрудняющему классификацию. Типовой и единственный вид, Omosaurus perplexus, был назван и описан в 1856 году Джозефом Лейди. 

## Обнаружение и наименование
В середине 19 века профессор геолог Эбенезер Эммонс обнаружил несколько зубов рептилий в шахте компании Chatham в Северной Каролине.  В 1856 году окаменелости в его коллекции были описаны палеонтологом Джозефом Лейди. Лейди объединил зубы с некоторыми позвонками и ребрами; добавив к ним остеодерму, найденную в тех же слоях профессором Майклом Туомеем, он назвал новый таксон Omosaurus perplexus на основе голотипа BMNH 46013. Лейди не предоставил этимологию; видовое название предполагает, что он был заинтригован «сложной» находкой. Родовое название может происходить от греческого ὠμός, omos, «грубый», возможно, в связи с шероховатой поверхностью щитка или «диким» характером плотоядной рептилии. Сегодня все синтипы утеряны.

## Описание
Зубы были описаны как довольно прямые, слегка изогнутые внутрь, конические и заостренные, длиной до одного дюйма (2,5 см). Они имели два ребра внутри и D-образное поперечное сечение с выпуклой внешней поверхностью. Эмаль зубов была гладкой с небольшими морщинами, вертикальными на внутренней и горизонтальными на внешней поверхностях. Позвонки были амфицельными, суженными в средней части, длиной около трех сантиметров, их высота была немного больше ширины в поперечном сечении. Остеодерма была покрыта веерным узором из расщепляющихся гребней.

## Филогения
Сам Лейди считал омозавра морской рептилией, вероятно, плезиозавром, подозревая, что останки относятся к какому-то уже названному роду. В 1902 году Фредерик Август Лукас отнёс находки к крокодилам. Ныне род обычно считается nomen dubium; возможно, он относится к фитозаврам.